# Prieuré de Foicy
Le prieuré de Foissy ou prieuré de Foicy, fondé au début du XIIe siècle par le comte de Champagne Thibault II, est situé à Saint-Parres-aux-Tertres dans l'Aube, en région Grand Est (ex-région Champagne-Ardenne).

## Fondation
À l'origine, il s'agit d'une simple chapelle où était l’ermitage de Saint-Parres. En 1102, elle fut donnée par Thibault II,  à des religieuses qui souhaitaient mener une vie retirée.
Probablement à partir de 1121, le premier prieuré est érigé et est sans doute achevé en 1139
En 1129, Renaud d’Epagne, chevalier, et Colin de Ramerupt sont témoins d’une charte de donation faite par Guy du Mesnil. le prieure est alors Agnès, nièce de Renaud d’Epagne et cousine de Colin de Ramerupt.
En 1134, Thibault II de Champagne et sa femme Mathilde de Carinthie donnent aux religieuses deux fours à Troyes avec les maisons adjacentes.
En 1136, le prieuré est cité dans le privilège papal comme devant son origine à Alix, dame de Chappes et au comte de Champagne Thibault II.
En 1165, le comte de Champagne Henri Le Libéral confirme les donations de son père et y ajoute des vignes et quelques terres.

## Histoire
Comme tous les monastères de l'ordre de Fontevraud, le prieuré est un monastère double et comporte donc deux communautés, l’une d’hommes et l’autre de femmes.
À partir du XIVe siècle, à la suite de la réforme de l'ordre, la communauté d'hommes commença à diminuer, puis disparut en 1484.
Le 18 octobre 1542, un feu accidentel détruit le clocher, la moitié des dortoirs et une grande quantité des ornements, mais les provisions sont sauvées par les habitants des villages voisins. Les bâtiments seront reconstruits en 1544 à l’aide des aumônes d’un jubilé ordonné par le pape.
Le 19 juin 1697, le prieuré est submergé à la suite d'une inondation due à trois jours et trois nuits de pluies incessantes.
En 1792, il ne restait que 22 religieuses. En 1793, le prieuré est saisi puis vendu comme bien national. Les religieuses se déplacent alors rue de la Petite Tannerie (aujourd’hui rue Charles-Gros) à Troyes.

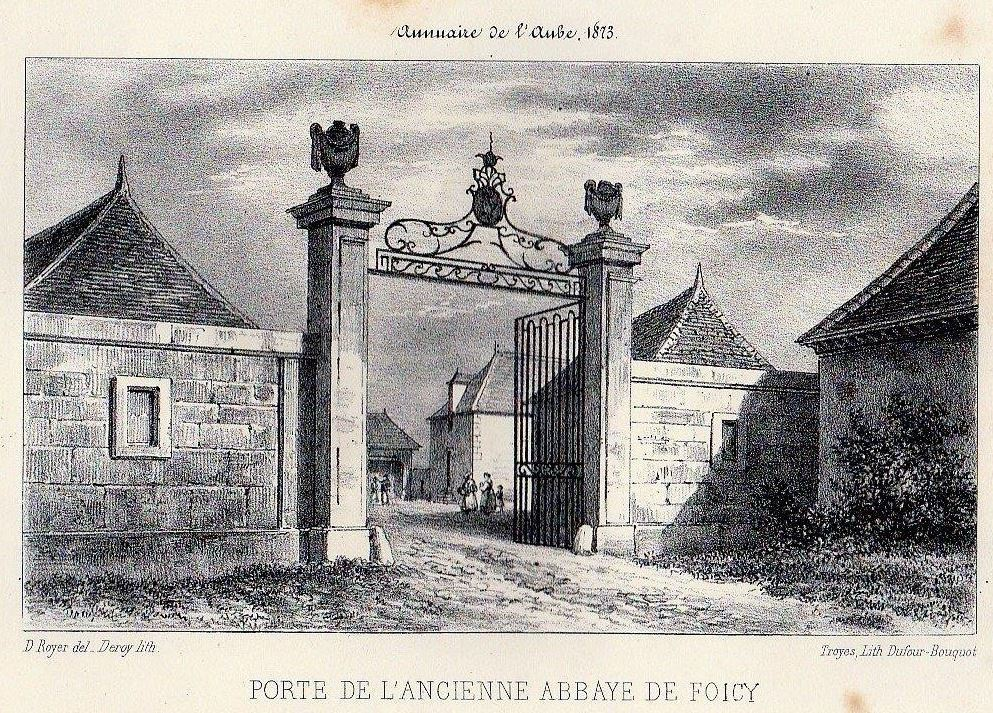
Ancienne porte du prieuré de Foicy ou Foissy.

## Sources
- Prieuré fontevriste de Foicy
- Prieuré de Foicy ou Foissy